# Arnold Bouma
Arnold Bouma (Groningen, 5 september 1932 - Texas ? 16 december 2011) is een Nederlands geoloog die bekend is van de Bouma-sequentie, een opeenvolging waardoor turbidieten kunnen worden gekarakteriseerd.

## Biografie
Arnold Bouma ging naar de HBS in Groningen van 1944 tot 1951. In 1956 slaagde hij voor zijn candidaatsexamen geologie (tegenwoordig BSc) aan de Rijksuniversiteit Groningen. Aan de Universiteit Utrecht behaalde hij in 1959 zijn doctoraalexamen (thans MSc) in geologie, sedimentologie en paleontologie en promoveerde hij (thans PhD) in 1961 op een onderzoek in de  sedimentaire geologie. In 1966 emigreerde hij met zijn gezin naar Texas, Verenigde Staten, waar hij benoemd werd tot hoogleraar oceanografie.
Bouma is het meest bekend en ongewild de naamgever geweest van de Bouma-sequentie, een geïdealiseerde opeenvolging van sedimentaire facies, die in een turbidiet zijn te herkennen. De facies Bouma-A tot en met Bouma-E representeren elk een andere  verschijningsvorm van dit massatransport.
Arnold Bouma heeft zeer veel gepubliceerd. Hij is de onbetwiste kenner op het gebied van diepzee-sedimenten.